# Саравак
Сарава́к (малайск. Sarawak / سراوق; код: SWK) — губернаторство Малайзии. Один из двух штатов Восточной Малайзии, расположенный на северо-западе острова Калимантан. Саравак — самый большой штат в Малайзии. Соседний штат на острове — Сабах. Саравак граничит с Индонезией и султанатом Бруней.
Административный центр Саравака — город Кучинг с населением около полумиллиона, буквально Кошачий Город. Наиболее крупные города — Сибу (200 000), Мири (202 000) и Бинтулу (102 761). Общее население штата превышает два миллиона человек. Саравак — многокультурный штат без явного этнического большинства. Управляется губернатором, назначаемым центральным правительством Малайзии. Губернатор — Абдул Таиб Махмуд. В 1988 году был принят флаг штата Саравак.

## География
Берега Саравака омывает Южно-Китайское море. Береговая линия изрезана слабо — имеется только два залива: Дату — на западе и Бруней — на севере. Вдоль побережья протягивается низменная аллювиально-морская равнина. Во внутренних районах вдоль границы с Индонезией протягиваются горы, достигающие 2423 метров (высшая точка — гора Муруд). Крупнейшими реками являются Раджанг, Барам и Лимбанг. Благодаря обилию атмосферных осадков, реки полноводны круглый год, в низовьях они изобилуют крупными дельтами и растекаются на множество рукавов и протоков, на значительном протяжении они судоходны. Климат экваториальный, жаркий и влажный. Температура воздуха круглый год 26—28 °С. Осадков до 4000 мм в год.

## История

### Белый раджа

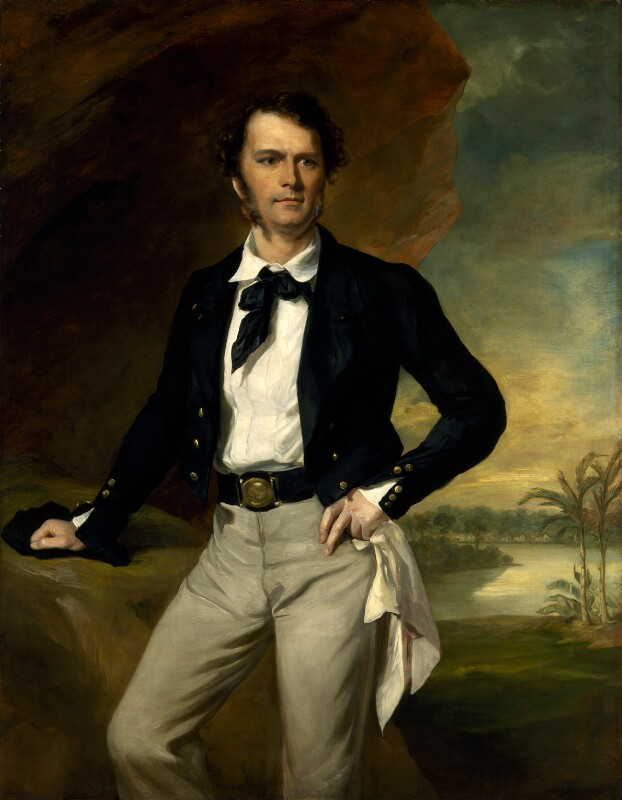
Сэр Джеймс Брук

Вплоть до XIX века на остров приезжали колонисты — китайцы, малайцы, филиппинцы. Но основное население острова составляли даяки — многочисленные воинственные местные племена, жившие (и живущие по сей день) натуральной жизнью, и проводящие время в бесконечных войнах с себе подобными.
Племя ибан (морские даяки или морские пираты — хотя живут они преимущественно глубоко в джунглях) — одно из самых многочисленных даякских племён.
В 1839 году сэр Джеймс Брук, вышедший в отставку чиновник Британской Ост-Индской компании, по стечению обстоятельств отправился на Борнео с поручением от правителя Сингапура. У него был хорошо оснащённый военный корабль. Человек образованный и опытный, он быстро завоевал доверие султана, который стал с ним советоваться по поводу подавления мятежа, поднятого малайцами и даяками в Сараваке. Получив полномочия от султана, Джеймс Брук высадился в Сараваке и проведя небольшую военную операцию и умелую дипломатическую миссию, за десять дней навёл порядок, прекратив мятеж. По договорённости с султаном, Джеймс Брук получил во владение небольшую область на реке Саравак, где он основал город Кучинг в 1842 и положил начало династии местных правителей (т. н. Белых Раджей).
Белые раджи, пользуясь политикой «разделяй и властвуй», завоевали высокий авторитет у племён и смогли навести порядок.
Среди даяков был распространён обычай охоты за головами, приводящий к самоистреблению, с которыми пытались бороться белые раджи.
С 1868 по 1917 страной правил второй раджа — Чарльз Энтони Джонсон Брук, племянник Джеймса.
Он путём продуманных и строгих мер смог прекратить охоту за головами и привести Саравак к мирному развитию.
Третий Раджа Чарльз Вайнер Брук правил вплоть до японской оккупации Саравака в 1941 году.

### Японская оккупация
Япония заняла Саравак в 1941 году и удерживала всю войну, пока Саравак не был освобождён австралийскими войсками в 1945 году.
Японская оккупация Саравака была неожиданной и тяжёлой, особенно для британцев. Потерпев сокрушительное поражение, британцы перешли к партизанской борьбе. За голову каждого японца полагалось вознаграждение в десять долларов.
Японцы заметили, что одиночные патрули, направляющиеся в джунгли, стали пропадать. Притаившись в джунглях, даяки со стрекательными трубками зарабатывали свои доллары, но ни единым движением не выказывали японцам нелояльности или враждебности. Оккупанты не скоро поняли, что происходит, и начали патрулировать леса хорошо вооружёнными компактными группами, отчего доходы даяков стали резко падать. Тогда вместо японцев даяки стали охотиться на китайских фермеров, а англичане в спешном порядке отменили вознаграждение.

### В составе британской империи
После капитуляции Японии в 1945 белый раджа не стал возвращаться из Австралии, а посоветовал правительству передать страну под владение британской короны. Раджа формально передал власть британской короне в 1946 году под влиянием окружения и жены, получив за это богатое содержание.

### Гражданская война и вхождение в состав Малайской федерации
Племянник раджи Антоний продолжал отстаивать независимость Саравака. Малайцы сопротивлялись британской власти, первый британский губернатор был убит при драматических обстоятельствах. С 1962 по 1966 год имела место конфронтация с Индонезией, которая пыталась включить Саравак в свою территорию.
Снова возродилась традиция охоты за головами благодаря президенту Индонезии Сукарно. Коммунисты, вдобавок частично поддерживаемые китайцами, развязали запутанную гражданскую войну, которая наложилась на индонезийские амбиции и местами претензии Индонезии на Саравак и даже материковую Малайзию. Племена с индонезийской части острова и с малайской стороны вступили в тяжёлые междоусобные разборки, которые к тому же накладывались на общеполитические противоречия Сукарно, малайских властей, коммунистов и китайцев. Британия и Австралия в срочном порядке ввели войска в Саравак и блокировали индонезийскую границу, а потом уже малайские власти смогли победить застрявших в джунглях коммунистов. Борьба затянулась и после окончательного поражения коммунистов в Малайзии, по воспоминаниям местных жителей отдельные столкновения происходили чуть ли не до 1969 года.
Те висящие под потолком черепа, которые в Длинных Домах сейчас показывают гостям, принадлежат скорее всего жертвам именно этой кампании — безвестные сторонники доктора Сукарно — а может быть просто попавшиеся под горячую руку жители соседней деревни.
16 сентября 1963 года Саравак был включён в Федерацию Малайзия, несмотря на частичное сопротивление части населения, которое проявлялось в начальный период.

## Административное деление

Округа Саравака

Саравак разделён на 11 административных округов:
| №  | Округ     | Площадь, км² | Население, чел. (2000) |
| -- | --------- | ------------ | ---------------------- |
| 1  | Бетонг    | 4 180,74     | 99 800                 |
| 2  | Бинтулу   | 12 166,21    | 179 600                |
| 3  | Капит     | 38 933,98    | 99 800                 |
| 4  | Кучинг    | 4 559,55     | 606 000                |
| 5  | Лимбанг   | 7 790,01     | 72 400                 |
| 6  | Мири      | 26 777,07    | 316 400                |
| 7  | Муках     | 6 997,61     | 101 600                |
| 8  | Самарахан | 4 967,45     | 204 900                |
| 9  | Сарикей   | 4 332,35     | 126 500                |
| 10 | Сибу      | 8 278,29     | 257 300                |
| 11 | Сри Аман  | 5 466,25     | 90 600                 |

## Население

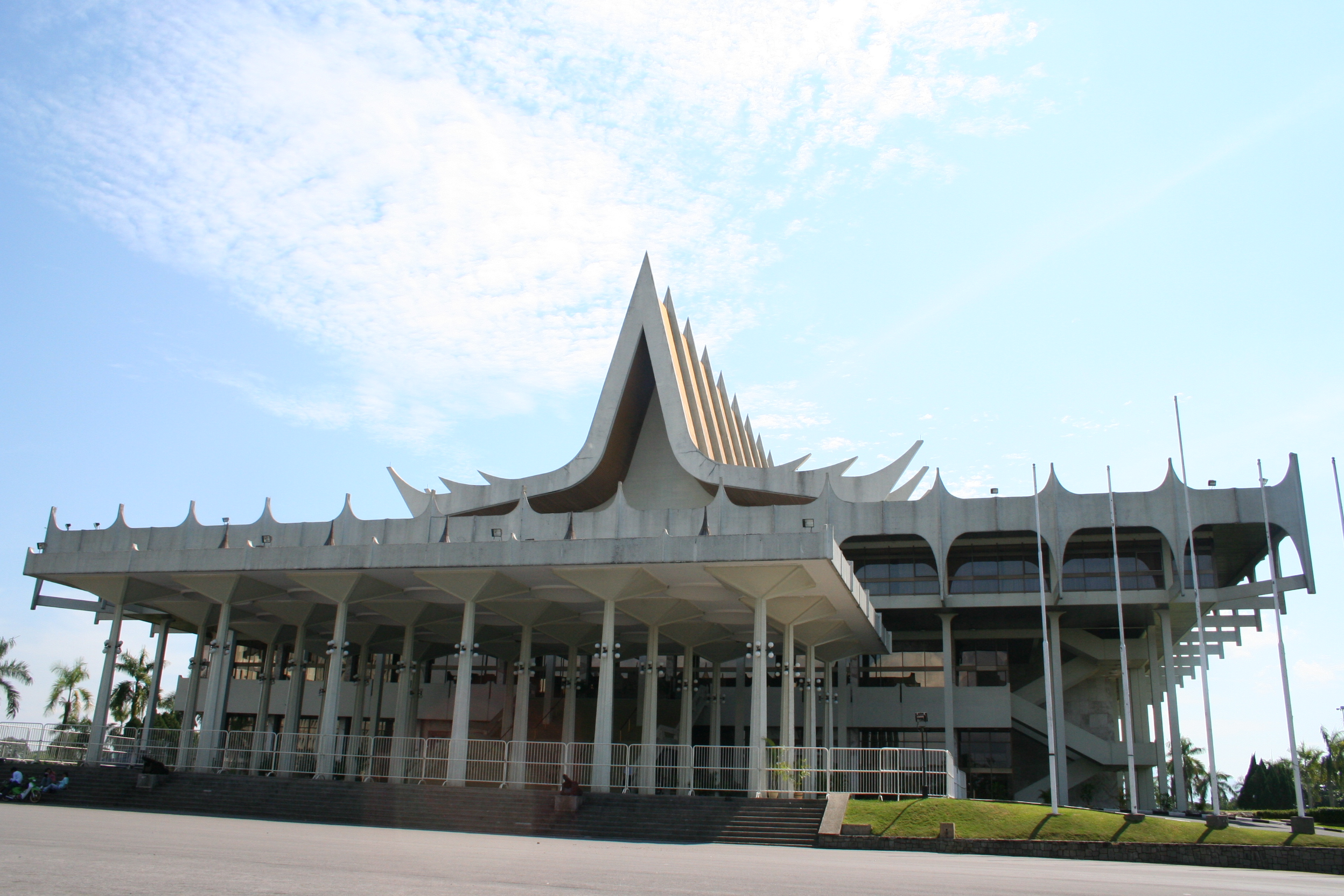
Парламент Саравака

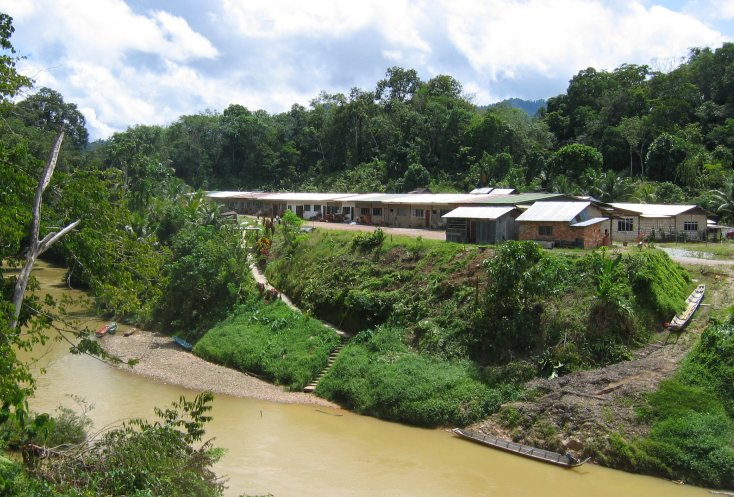
Современный лонгхаус (длинный дом) народа ибан

В Сараваке проживает 28 народов с разными культурами, языками, образом жизни.
30 % населения составляет народ ибаны, принадлежащий к даякским аборигенам. Китайцы, живущие преимущественно в городах, составляют четверть населения. Примерно четверть населения составляют также малайцы, сосредоточенные вдоль побережья. В штате проживают народы бидайу, меланау и другие аборигены.
На Сараваке исповедуются различные религии: христианство – 42,6%, ислам – 32,2%, религии Китая (конфуцианство, даосизм, буддизм) и местные анимистические верования.

## Экономика
Саравак — высокоразвитый штат, богатый ресурсами. Наличие нефти обуславливает высокое благосостояние. Кроме того Саравак является экспортёром древесины и мебели, однако правительство ограничивает заготовку древесины для поддержания самовоспроизводства леса. Одной из важнейших статей экспорта также является чёрный перец.

## Достопримечательности
В штате находятся национальные парки Ниах-Кейвз и Ламбир-Хиллс.

## Спорт
В Сараваке планировалось провести шоссейную велогонку Тур Саравака, однако её проведение не состоялось.